# Superliga de Serbia 2013-14
La temporada 2013-14 es la 8ª edición de la Superliga de Serbia, la máxima categoría del fútbol serbio. La competición se inició el 10 de agosto de 2013.

## Equipos
Un total de 16 equipos que disputan la liga, incluyendo 13 clubes de la temporada 2012-13 y dos ascendidos desde la Prva Liga 2012-13, que son los campeones del FK Napredak Kruševac y el segundo clasificado, el FK Čukarički. Pocos días antes del inicio de la temporada de Hajduk Kula se disolvió, dejando un espacio vacío. El 16.º equipo fue el FK Voždovac, tercero de la temporada 2012-13 de la Prva Liga. Al final de la temporada descenderán los últimos dos equipos.
| Pos. | Descendidos de la Superliga de Serbia 2012-13 |
| ---- | --------------------------------------------- |
| 8.º  | FK Hajduk Kula                                |
| 17.º | FK BSK Borča                                  |
| 18.º | FK Smederevo                                  |

| Pos. | Ascendidos de la Prva liga Srbija 2012/13 |
| ---- | ----------------------------------------- |
| 1.º  | FK Napredak Kruševac                      |
| 2.º  | FK Čukarički                              |
| 3.º  | FK Voždovac Belgrado                      |

## Estadios y localizaciones
Todas las cifras para los estadios incluyen el aforo con asientos solamente, ya que muchos estadios en Serbia tienen gradas sin asientos, lo que dificulta determinar la cantidad real de personas que pueden asistir a los partidos de fútbol que no estén regulados por la UEFA o la FIFA.
| Equipo                 | Ciudad     | Estadio                    | Capacidad |
| ---------------------- | ---------- | -------------------------- | --------- |
| FK Donji Srem          | Pećinci    | Sportski Centar Suvaca     | 4.000     |
| FK Čukarički           | Belgrado   | Stadion Čukarički          | 4.070     |
| FK Jagodina            | Jagodina   | Stadion FK Jagodina        | 15.000    |
| FK Javor Ivanjica      | Ivanjica   | Stadion Ivanjica           | 5.000     |
| FK Napredak Kruševac   | Krusevac   | Stadion Mladost            | 10.331    |
| FK Novi Pazar          | Novi Pazar | Gradski stadion Novi Pazar | 12.000    |
| OFK Belgrado           | Belgrado   | Omladinski Stadion         | 19.100    |
| FK Partizan            | Belgrado   | Estadio Partizan           | 32.710    |
| FK Rad Belgrado        | Belgrado   | Stadion Kralj Petar I      | 6.000     |
| FK Radnički Kragujevac | Kragujevac | Estadio Čika Dača          | 15.100    |
| FK Radnički Niš        | Niš        | Stadion Čair               | 18.151    |
| Estrella Roja          | Belgrado   | Estadio Estrella Roja      | 55.538    |
| FK Sloboda Užice       | Užice      | Gradski stadion Užice      | 12.000    |
| Spartak Zlatibor Voda  | Subotica   | Gradski stadion Subotica   | 13.000    |
| FK Vojvodina           | Novi Sad   | Estadio Karađorđe          | 14.458    |
| FK Voždovac            | Belgrado   | Estadio Voždovac           | 5.200     |

### Cuerpo técnico y uniformes
| Equipo        | Entrenador           | Capitán              | Fabricante deportivo | Patrocinador          |
| ------------- | -------------------- | -------------------- | -------------------- | --------------------- |
| Donji Srem    | Spasoje Jelačić      | Nemanja Lakić-Pešić  | Joma                 | Industrija Djurdjevic |
| Čukarički     | Vladan Milojević     | Igor Matić           | Kappa                | ADOC                  |
| Jagodina      | Mladen Dodić         | Vukašin Tomić        | NAAI                 | —                     |
| Javor         | Bogić Bogićević      | Milovan Milović      | Jako                 | Matis                 |
| Napredak      | Nenad Milovanović    | Nenad Mirosavljević  | Nike                 | Jumbo                 |
| Novi Pazar    | Milan Milanović      | Emir Lotinac         | Joma                 | Pegasus Airlines      |
| OFK Beograd   | Zlatko Krmpotić      | Nikola Vasiljević    | Beltona              | DDOR osiguranje       |
| Partizan      | Vuk Rašović          | Saša Ilić            | adidas               | Lav pivo              |
| Rad           | Nebojša Milošević    | Uroš Vitas           | Joma                 | —                     |
| Radnički 1923 | Radmilo Ivančević    | Darko Spalević       | Jako                 | —                     |
| Radnički Niš  | Dragoljub Bekvalac   | Aleksandar Jovanović | Legea                | —                     |
| Estrella Roja | Slaviša Stojanovič   | Nenad Milijaš        | Puma                 | Gazprom               |
| Sloboda       | Ljubiša Stamenković  | Jovica Vasilić       | Jako                 | Farmakom MB           |
| Spartak       | Dragan Kanatlarovski | Vladimir Torbica     | Erreà                | Zlatibor Voda O2      |
| Vojvodina     | Marko Nikolić        | Miroslav Vulićević   | Joma                 | Volkswagen            |
| Voždovac      | Nenad Lalatović      | Vladimir Đilas       | Patrick              | —                     |

Nike es el fabricante del balón oficial de la Superliga de Serbia.

## Tabla de posiciones
|                 |     | Equipo                | PJ | PG | PE | PP | GF | GC | DG  | PTS |
| --------------- | --- | --------------------- | -- | -- | -- | -- | -- | -- | --- | --- |
| Clasificó a UCL | 1.  | Estrella Roja         | 30 | 23 | 3  | 4  | 66 | 27 | +39 | 72  |
|                 | 2.  | Partizan Belgrado     | 30 | 22 | 5  | 3  | 64 | 20 | +44 | 71  |
|                 | 3.  | FK Jagodina           | 30 | 13 | 9  | 8  | 40 | 30 | +10 | 49  |
|                 | 4.  | Vojvodina Novi Sad    | 30 | 11 | 12 | 7  | 38 | 32 | +6  | 45  |
|                 | 5.  | Čukaricki Stankom (A) | 30 | 12 | 8  | 10 | 30 | 31 | -1  | 44  |
|                 | 6.  | Radnički Niš          | 30 | 10 | 13 | 7  | 28 | 23 | +5  | 43  |
|                 | 7.  | FK Voždovac (A)       | 30 | 12 | 6  | 12 | 34 | 35 | -1  | 42  |
|                 | 8.  | FK Novi Pazar         | 30 | 11 | 7  | 13 | 32 | 34 | -2  | 39  |
|                 | 9.  | Napredak Kruševac (A) | 30 | 9  | 8  | 13 | 42 | 44 | -2  | 35  |
|                 | 10. | Spartak Subotica      | 30 | 8  | 10 | 12 | 24 | 37 | −13 | 34  |
|                 | 11. | OFK Belgrado          | 30 | 10 | 3  | 17 | 31 | 43 | −12 | 33  |
|                 | 12. | Donji Srem            | 30 | 7  | 11 | 12 | 29 | 40 | −11 | 32  |
|                 | 13. | Radnički Kragujevac   | 30 | 7  | 11 | 12 | 30 | 49 | −19 | 32  |
|                 | 14. | Rad Belgrado          | 30 | 8  | 5  | 17 | 19 | 37 | −18 | 29  |
|                 | 15. | Javor Ivanjica        | 30 | 6  | 11 | 13 | 29 | 38 | −9  | 29  |
|                 | 16. | Sloboda Užice         | 30 | 7  | 7  | 15 | 20 | 37 | −17 | 28  |

- (A) : Ascendido la temporada anterior.

|  | Clasificado a Liga de Campeones de la UEFA 2014-15. |
|  | Clasificado a Liga Europea de la UEFA 2014-15.      |
|  | Playoffs de descenso.                               |
|  | Desciende a Prva liga Srbija.                       |

## Playoffs Promoción
El Rad Belgrado enfrenta al tercer clasificado de la Prva Liga el Metalac Gornji Milanovac por un lugar en la máxima categoría.
| 1 de junio de 2014 | Metalac Gornji Milanovac | 0:0     | Rad Belgrado |  |  |
|                    |                          | Reporte |              |  |  |

| 12 de junio de 2014 | Rad Belgrado | 3:0     | Metalac Gornji Milanovac |  |  |
|                     |              | Reporte |                          |  |  |

- Rad Belgrado se mantiene en la máxima categoría.

## Máximos Goleadores
| Jugador             | Club                    | Goles |
| ------------------- | ----------------------- | ----- |
| Dragan Mrđa         | Estrella Roja           | 19    |
| Aleksandar Pešić    | FK Jagodina             | 13    |
| Aleksandar Čavrić   | OFK Belgrado            | 12    |
| Abiola Dauda        | Estrella Roja           | 11    |
| Nenad Mirosavljević | Napredak / Čukarički    | 11    |
| Petar Skuletic      | FK Vojvodina / Partizan | 11    |

Fuentes: Superliga web oficial, soccerway.com

## Segunda Liga
En la Segunda División (Prva Liga Srbija) compitieron 16 clubes, los dos equipos fueron ascendidos a la Superliga de Serbia y cuatro clubes fueron relegados a la Liga Srpska, tercera división del fútbol serbio.
|  |     | Equipo                   | PJ | PG | PE | PP | GF | GC | DG  | PTS |
|  | --- | ------------------------ | -- | -- | -- | -- | -- | -- | --- | --- |
|  | 1.  | Mladost Lučani           | 30 | 18 | 6  | 6  | 42 | 20 | +22 | 60  |
|  | 2.  | FK Borac Čačak           | 30 | 15 | 7  | 8  | 28 | 19 | +9  | 52  |
|  | 3.  | Metalac Gornji Milanovac | 30 | 15 | 7  | 8  | 34 | 14 | +20 | 52  |
|  | 4   | FK Bežanija              | 30 | 11 | 12 | 7  | 34 | 24 | +10 | 45  |
|  | 5.  | BSK Borca                | 30 | 12 | 7  | 11 | 36 | 39 | -3  | 43  |
|  | 6.  | Sloboda Valjevo          | 30 | 12 | 7  | 11 | 35 | 39 | -4  | 43  |
|  | 7.  | Sloga Kraljevo           | 30 | 12 | 6  | 12 | 35 | 31 | +4  | 42  |
|  | 8.  | Jedinstvo Putevi         | 30 | 11 | 8  | 11 | 30 | 37 | -7  | 41  |
|  | 9.  | Proleter Novi Sad        | 30 | 10 | 9  | 11 | 42 | 36 | +6  | 39  |
|  | 10. | Radnik Surdulica         | 30 | 10 | 8  | 12 | 31 | 36 | -5  | 38  |
|  | 11. | Sinđelić Belgrado        | 30 | 10 | 7  | 13 | 32 | 36 | -4  | 37  |
|  | 12. | FK Inđija                | 30 | 10 | 7  | 13 | 32 | 41 | -9  | 37  |
|  | 13. | FK Timok                 | 30 | 8  | 10 | 12 | 26 | 35 | -9  | 34  |
|  | 14. | Dolina Padina            | 30 | 9  | 7  | 14 | 31 | 42 | -11 | 34  |
|  | 15. | FK Teleoptik             | 30 | 8  | 7  | 15 | 33 | 40 | -7  | 31  |
|  | 16. | FK Smederevo             | 30 | 8  | 7  | 15 | 26 | 38 | -12 | 31  |